# Ergasilus rhinos
Ergasilus rhinos is een eenoogkreeftjessoort uit de familie van de Ergasilidae. De wetenschappelijke naam van de soort is voor het eerst geldig gepubliceerd in 1972 door Burris & Miller G.C..